# Liste von Xiangsheng-Darstellern
Hier sind bekannte Xiangsheng-Darsteller des chinesischen komödiantischen Genres aufgelistet. 

## Übersicht
- Chang Guitian 常贵田
- Ding Guang Quan (丁广泉)
- Dashan
- Feng Gong 冯巩
- Guo Degang 郭德纲
- Hou Baolin 侯宝林[1]
- Hou Yaowen 侯耀文
- Jiang Kun 姜昆
- Liu Baorui 刘宝瑞
- Ma Ji 马季
- Ma Sanli 马三立[2]
- Niu Qun 牛群
- Tang Jiezhong 唐杰中
- Yu Qian
- Zhang Sanlu 张三禄
- Zhu Shaowen 朱绍文